# كريس بيلي (موسيقي)
كريس بيلي (بالإنجليزية: Chris Bailey)‏ هو موسيقي وكاتب أغاني أسترالي، ولد في 31 مايو 1950 في Keith, South Australia ‏ في أستراليا، وتوفي في 4 أبريل 2013 بسبب سرطان الرأس والعنق.

## وصلات خارجية
- كريس بيلي على موقع ميوزك برينز (الإنجليزية)
- كريس بيلي على موقع ديسكوغز (الإنجليزية)

لم يتم العثور على روابط لمواقع التواصل الاجتماعي.